# Catedral de Bamberg

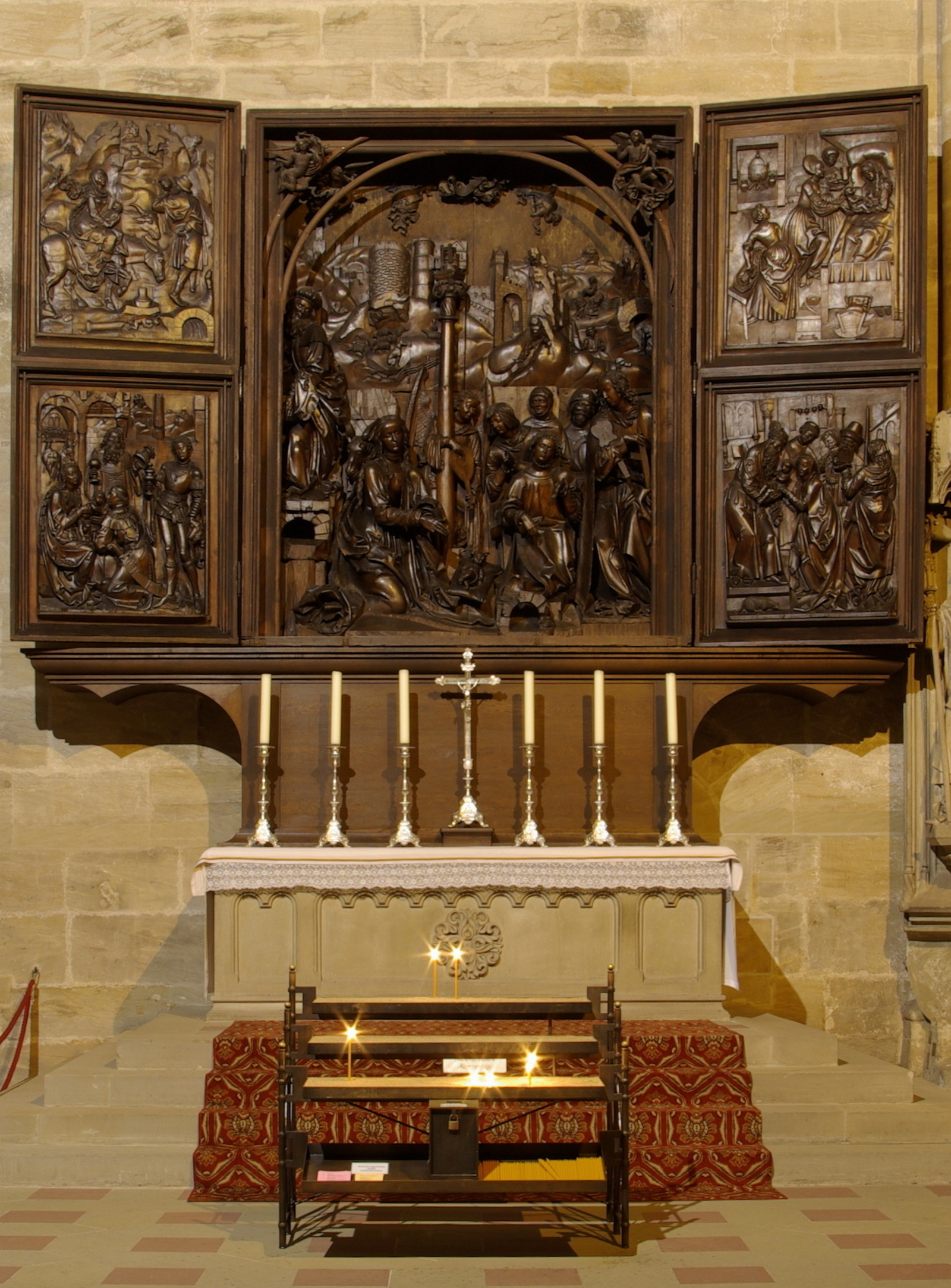
Altar de Veit Stoss.

La catedral de Bamberg, oficialmente catedral Imperial de los Santos Pedro y Pablo y Jorge (en alemán: Kaiserdom SS. Peter und Paul und St. Georg), dedicada a san Pedro, san Pablo y san Jorge, es uno de los monumentos arquitectónicos más conocidos de Alemania y ha sido el lugar más famoso de Bamberg desde su finalización en el siglo XIII. La catedral es la sede del arzobispo de Bamberg y tiene la consideración de basílica menor desde el 4 de febrero de 1923. Junto con las cercanas catedrales románicas de Maguncia, Espira y Worms constituye una de las llamadas catedrales imperiales (Kaiserdome) de Renania-Palatinado. Pertenece a la arquidiócesis de Bamberg.
Fue fundada en 1004 por el emperador Enrique II y finalizada el 6 de mayo de 1012. En 1081 fue destruida parcialmente por el fuego. La nueva catedral, construida por San Oto de Bamberg, se consagró en 1111, y en el siglo XIII recibió su forma románica tardía, tal y como se puede ver hoy con cuatro torres imponentes.
La catedral de Bamberg pertenece al estilo de transición románico-gótico, que se caracteriza por la presencia de dos ábsides encontrados. El más antiguo, al este, ocupa una posición elevada y está adornado con una fina balaustrada y cornisas. El otro, al oeste, es de estilo gótico puro. Ambos presbiterios están flanqueados por cuatro esbeltas torres. Traduce la reticencia de las poderosas instituciones eclesiásticas del Imperio ante las innovaciones del gótico francés. Delante de la Plaza de la Catedral (Domplatz), la Portada de los Príncipes, la más bella de la catedral, cuenta con un conjunto escultórico que representa a los profetas cargando sobre sus espaldas a los apóstoles. Se accede al edificio por la Portada de Adán, situada al este.
En el interior, se puede observar la acentuada evolución del románico al gótico, de este a oeste. Los dos presbiterios, muy elevados, rodean una nave cuyos muros están desprovistos de triforio y galería. Bajo el presbiterio oriental hay una gran cripta de tres naves. Debajo del presbiterio occidental se halla otra cripta realizada en tiempos del emperador Enrique II, que sirve de sepultura a los arzobispos de Bamberg.
También se encuentra el célebre grupo escultórico de la Visitación, la estatua ecuestre del Jinete de Bamberg (siglo XIII), que representa a un rey no identificado, y la obra de Tilman Riemenschneider: la lápida sepulcral de Enrique II el Santo y de su esposa Cunegunda de Luxemburgo, ricamente adornada con santos y escenas profanas.

## Galería de imágenes

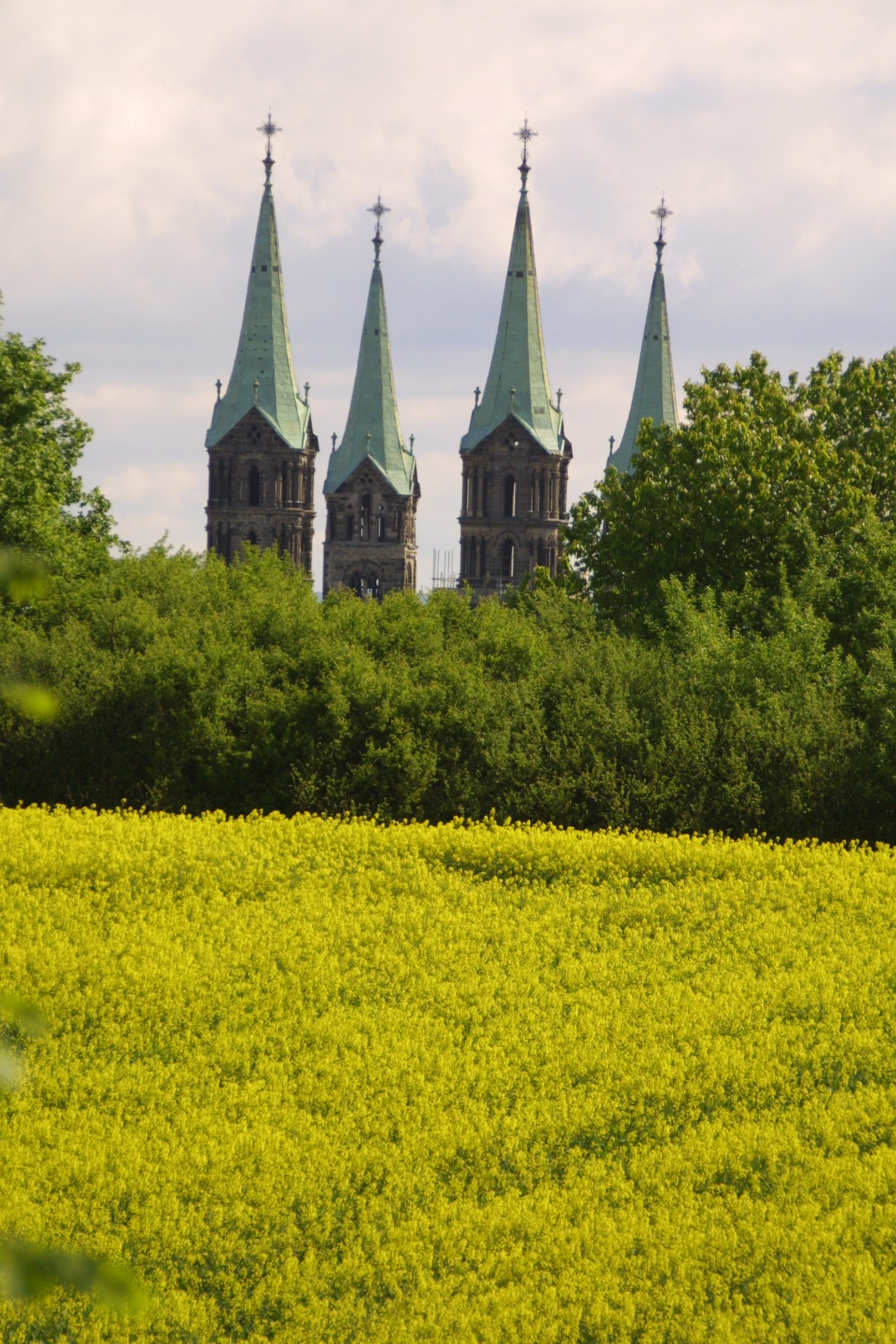
Vista de la catedral de Bamberg.
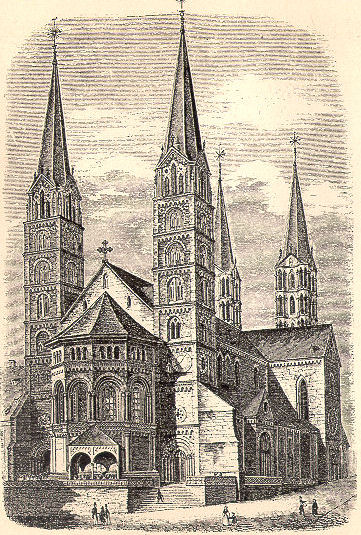
Ilustración de la catedral de Bamberg.
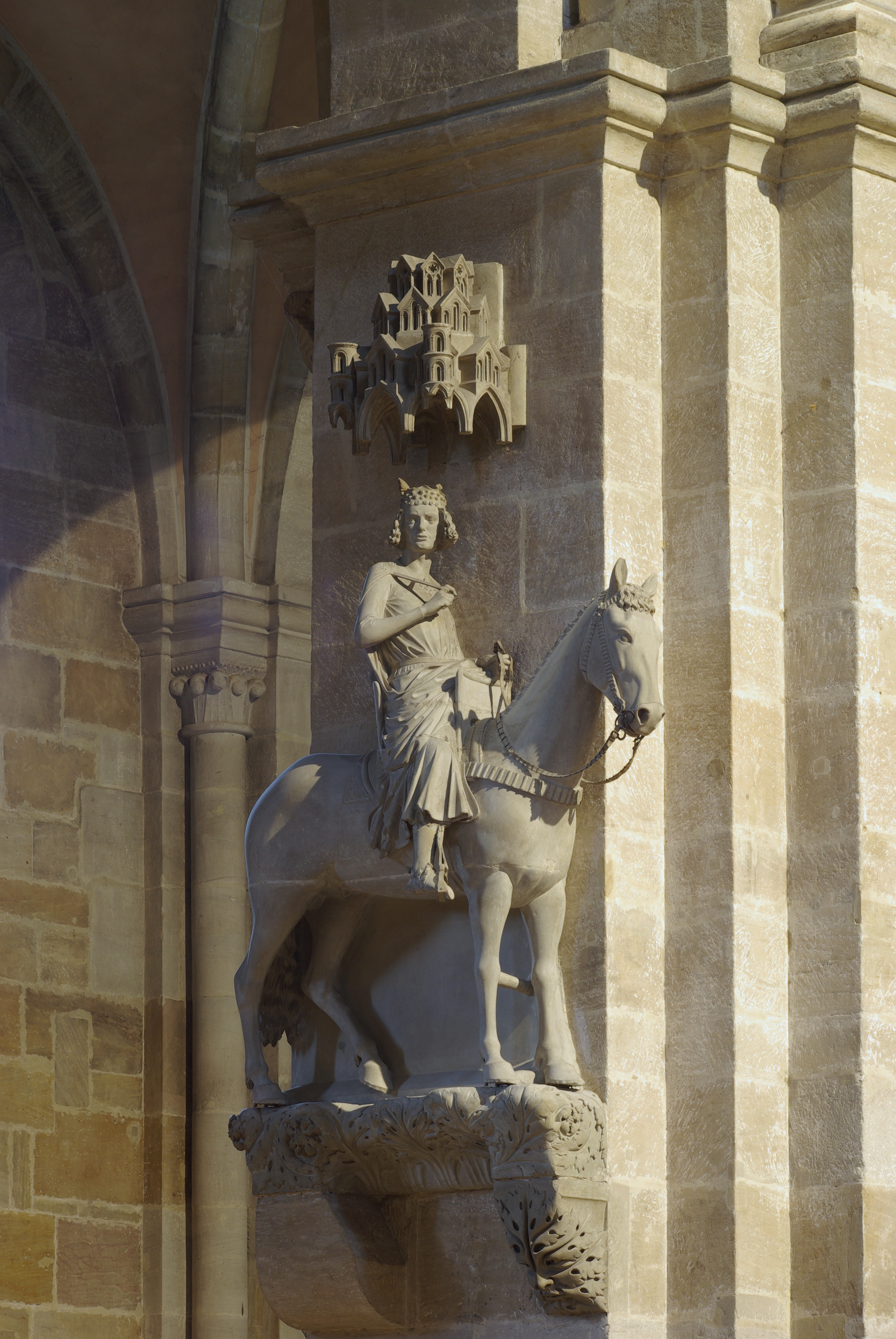
Vista frontal del Jinete de Bamberg.
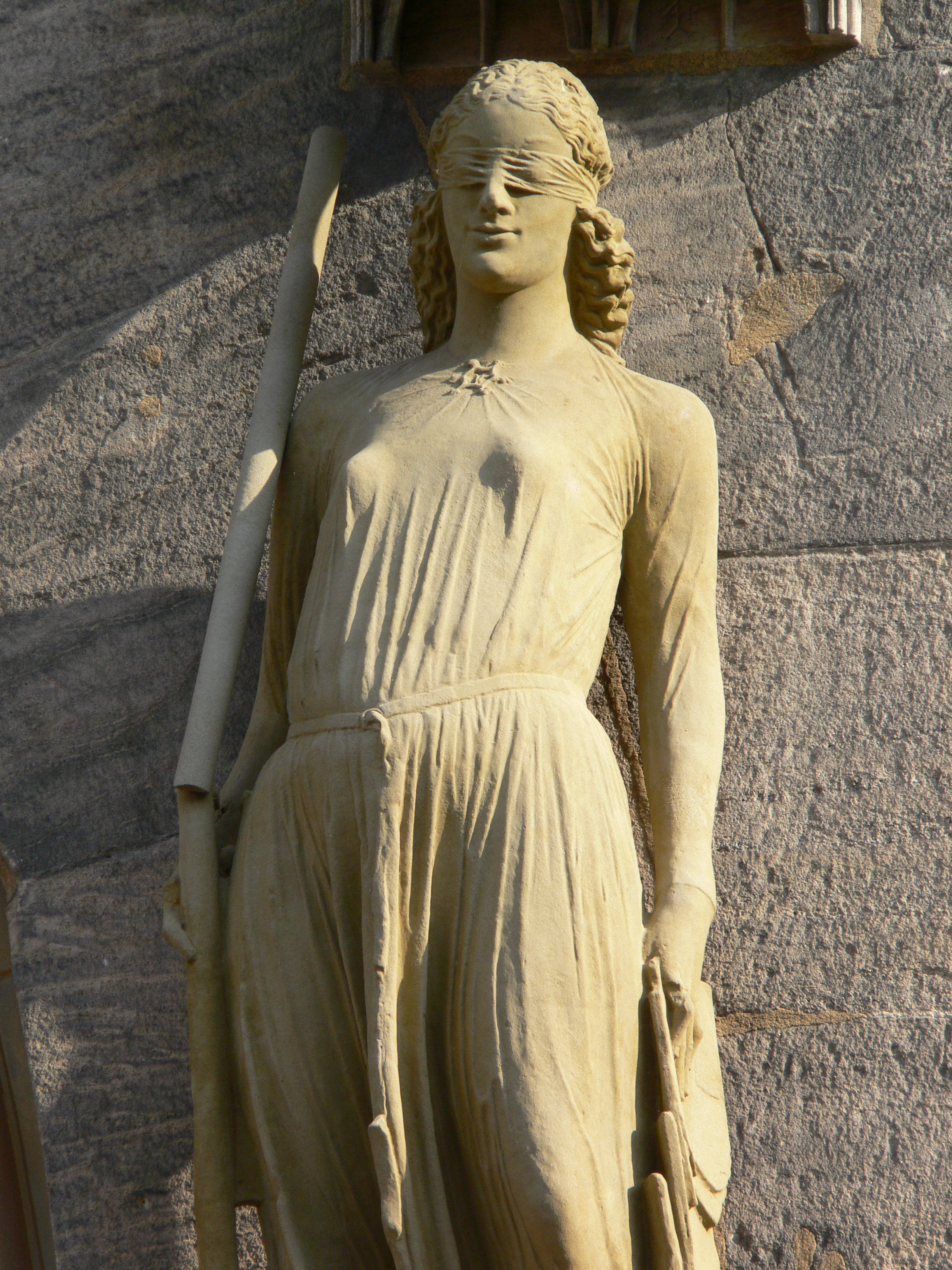
Figura alegórica de la Sinagoga.
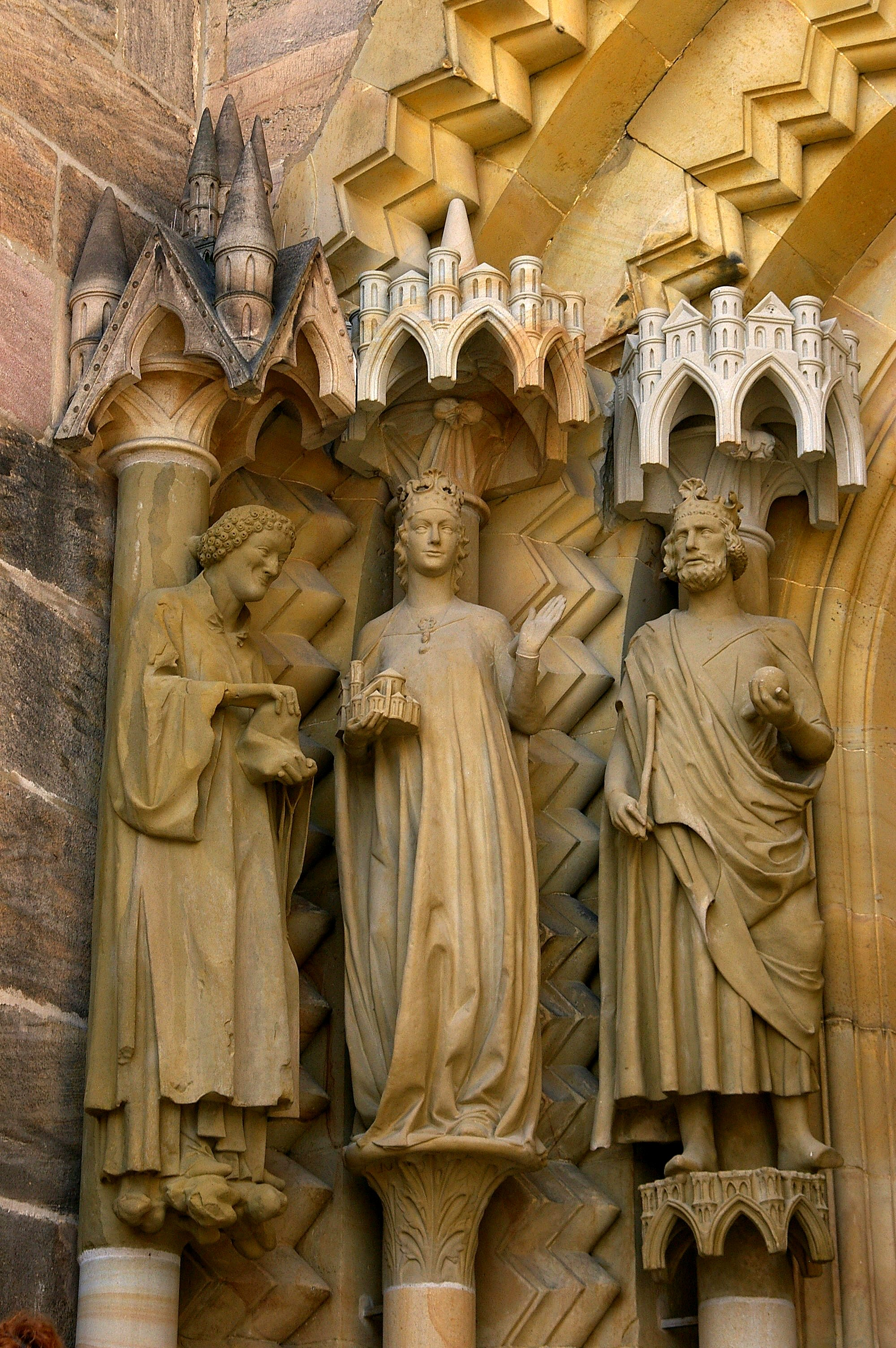
Cunegunda y Enrique II en la portada de Adán de la catedral.
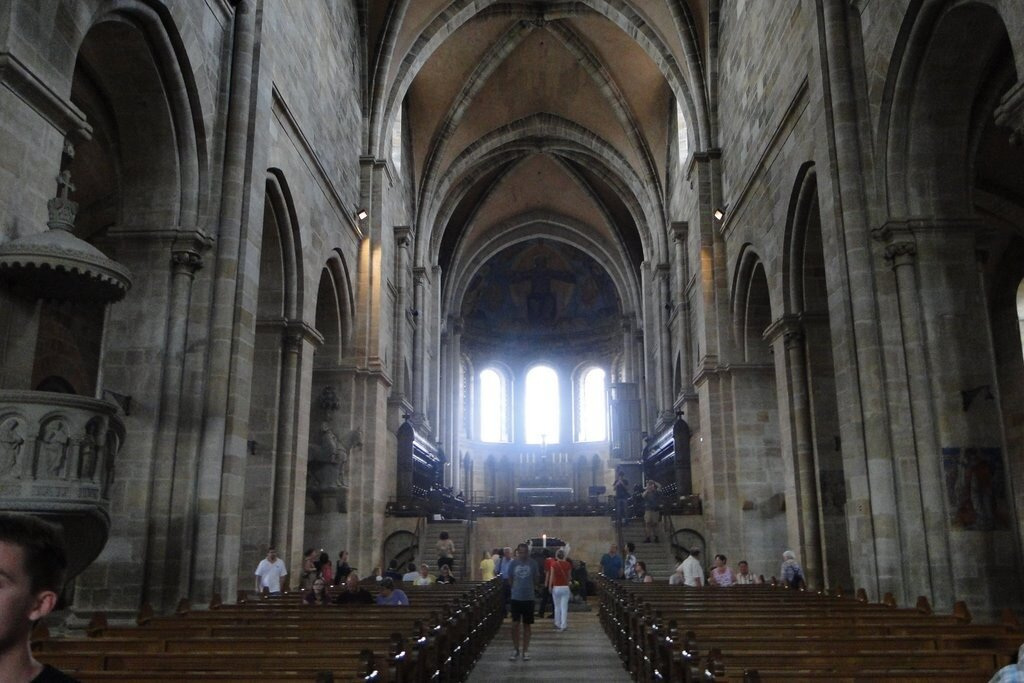
Vista interior de la catedral,